# Тренке-Лаукен
Тре́нке-Ла́укен (исп. Trenque Lauquen) — административный город одноимённого муниципалитета в провинции Буэнос-Айрес в республике Аргентина.

## Географическое положение
Расположен к западу от провинции Буэнос-Айрес, в 445 км от города Буэнос-Айрес, протяжённостью в 5 500 км², во влажных районах типичного равнинного ландшафта степей Пампы.

## Наименование
Наименование города Тренке-Лаукен связано с языком местных наречий индейцев мапуче и образовано от выражения на арауканском или мапудунгунском языке trenquélaunquén, что предположительно означает «круглая лагуна» или «лагуна попугаев».

## История
Город Тренке-Лаукен основан 12 апреля 1876 года в период военной компании «Завоевание пустыни» (исп. Conquista del desierto) при наступления войск генерала Конрадо Вильегаса на запад.

## Население
Население города в основном состоит из итальянских иммигрантов (пьемонтского, фриульского и венецианского происхождения), басков, французов и из небольшого количества индийцев. Во время походов в пустыню коренные народы были покорены и маргинализированы.

## Инфраструктура и транспорт
Город Тренке-Лаукен является важным транспортным узлом, расположенным на пересечении национальной дороги № 5, которая соединяет Буэнос-Айрес с провинцией Ла-Пампа, и национальной дороги № 33 — соединяющей город Росарио с портом Баия-Бланка.

## Фотогалерея

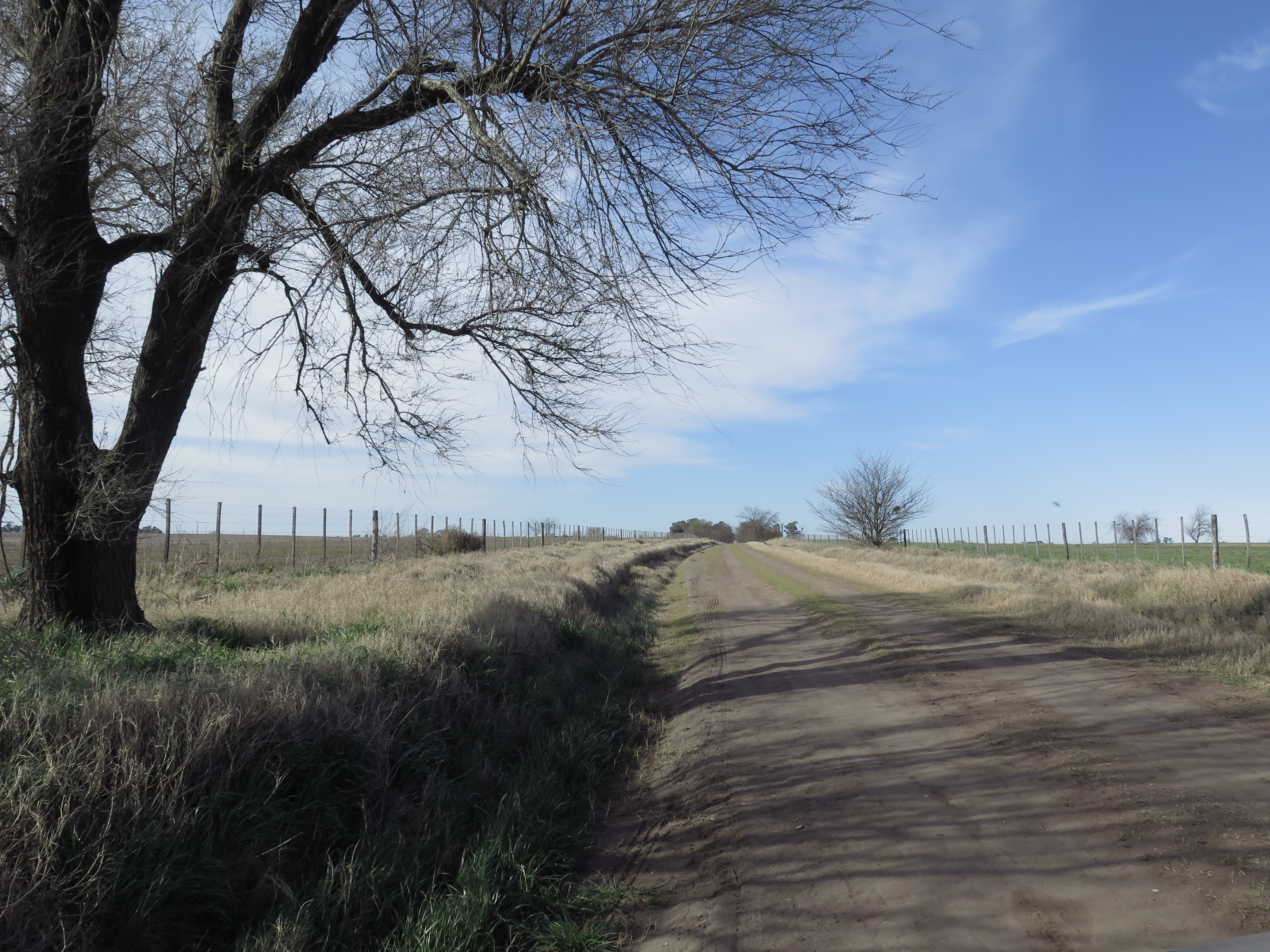
Ранчо с типичным ландшафтом
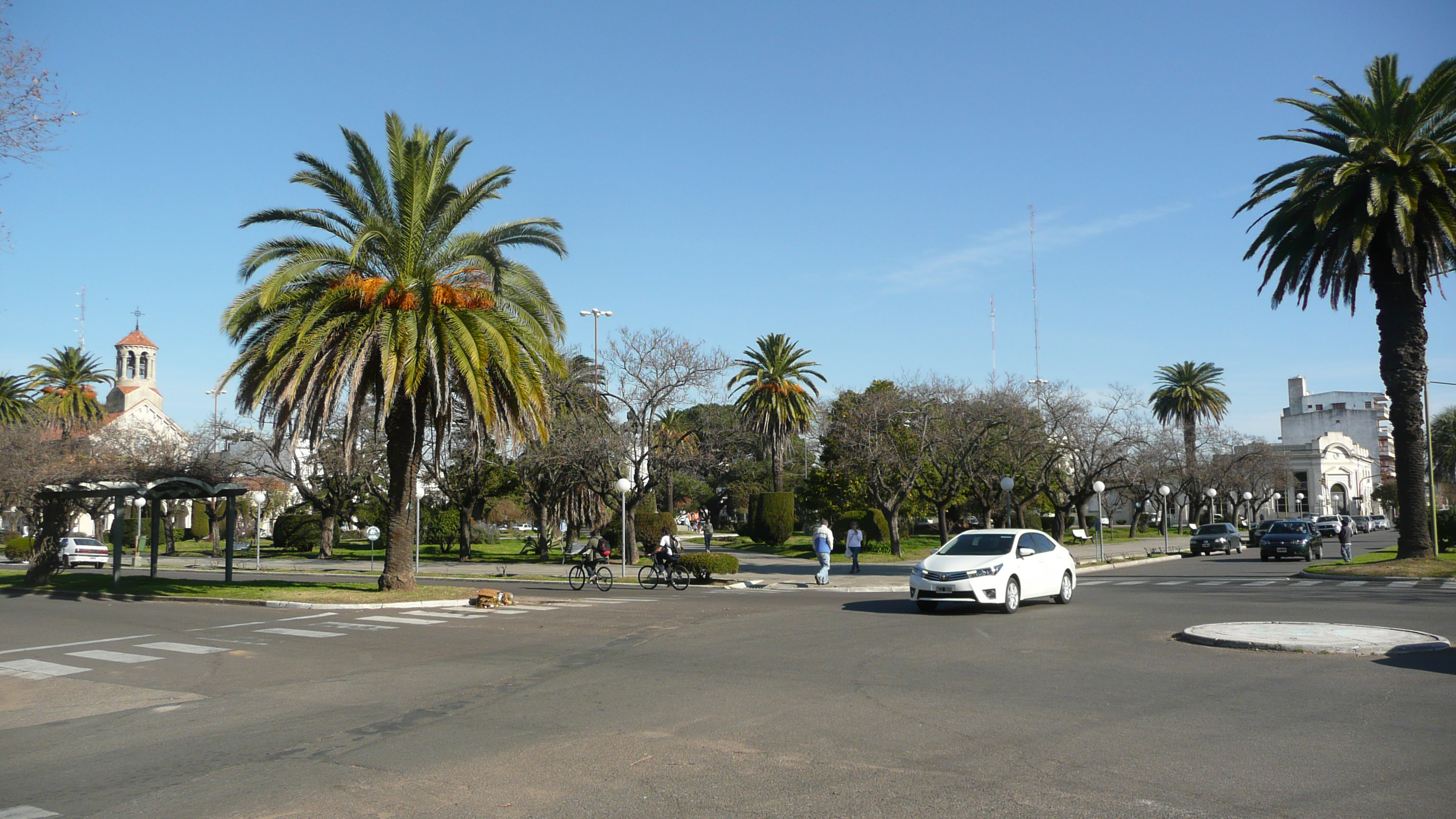
Площадь Сан-Мартин.
Памятник Сан-Мартину на центральной площади.
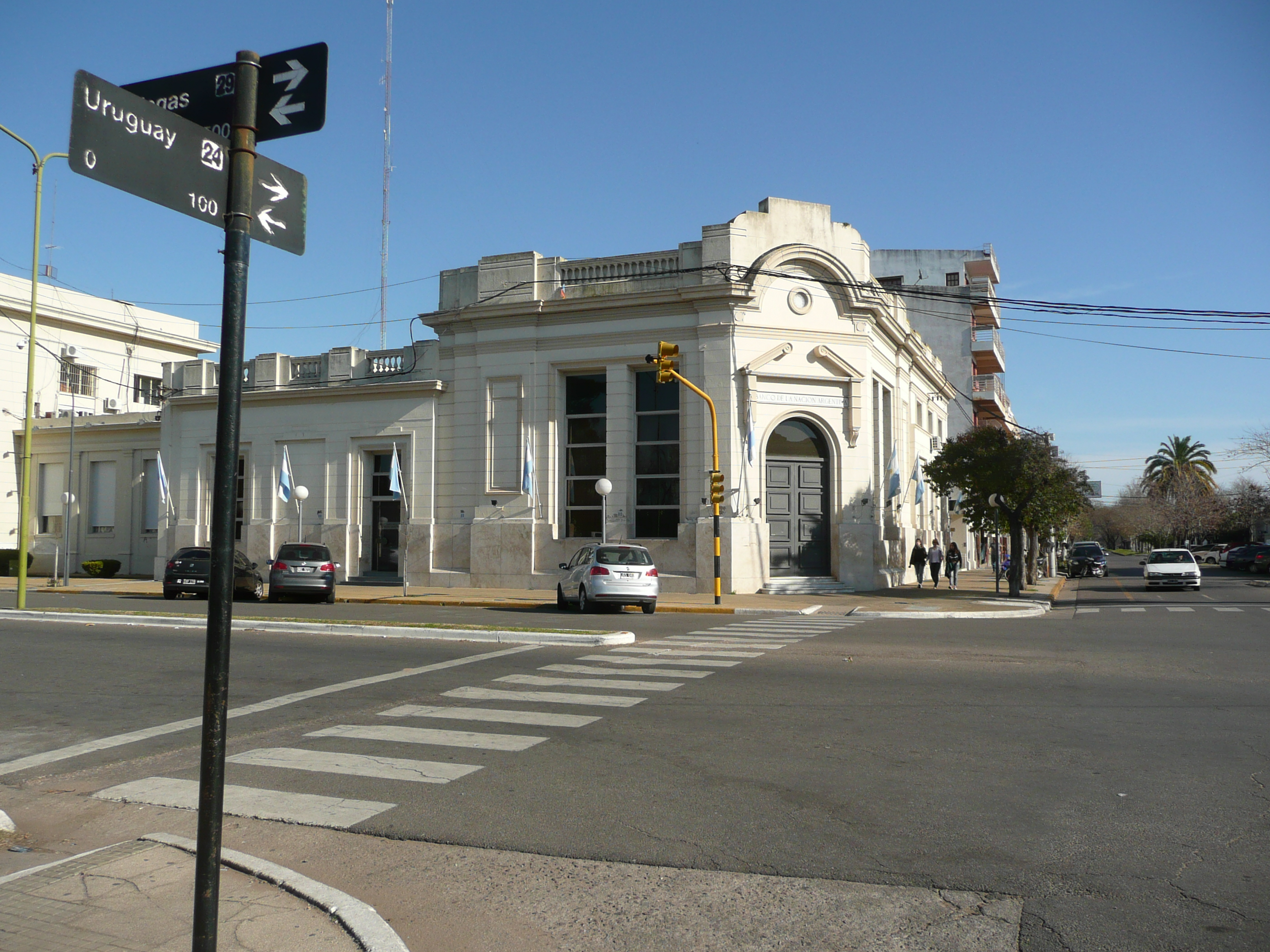
Здание аргентинского национального банка.
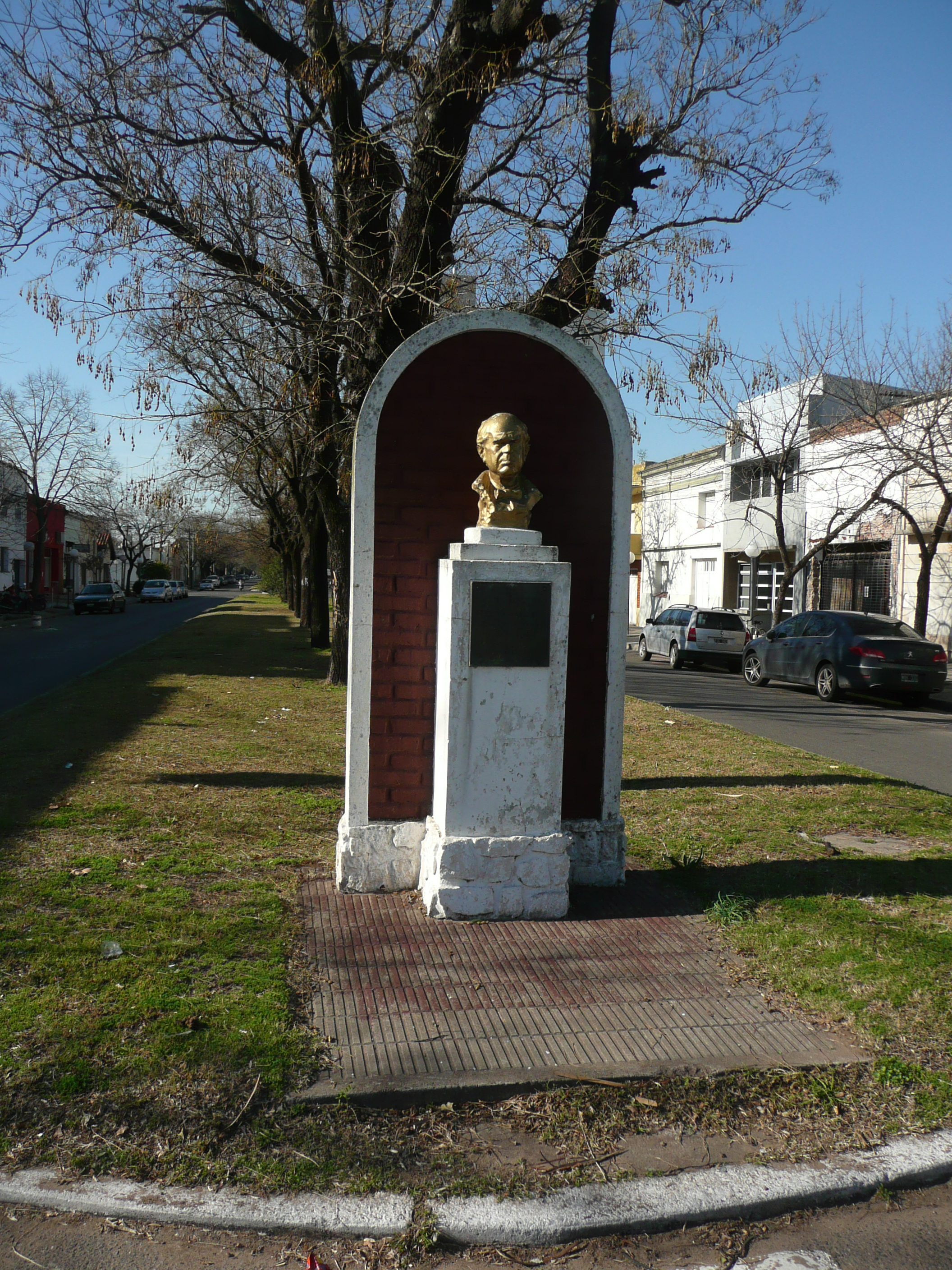
Памятник Сармьенто.
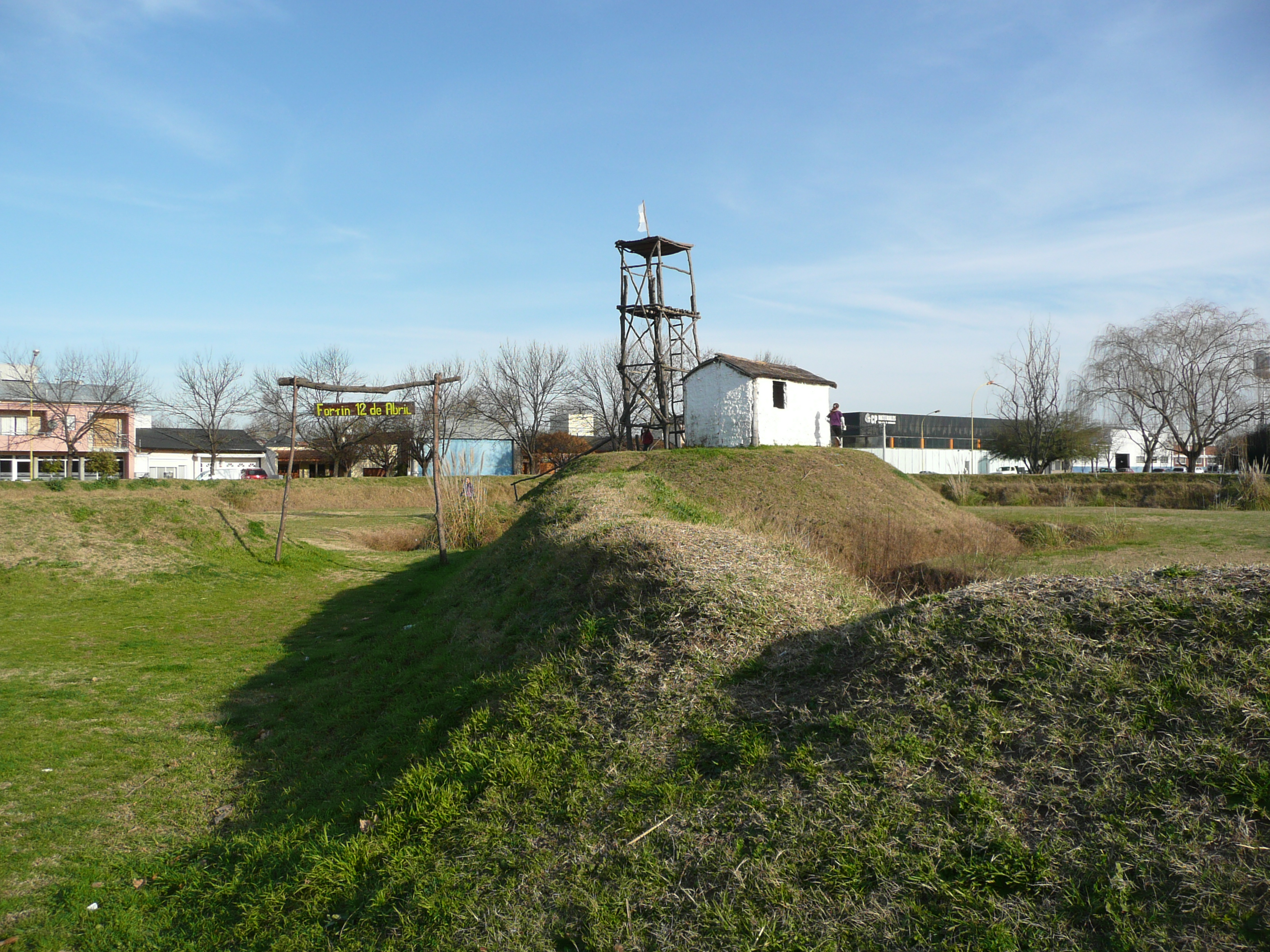
«12 апреля».
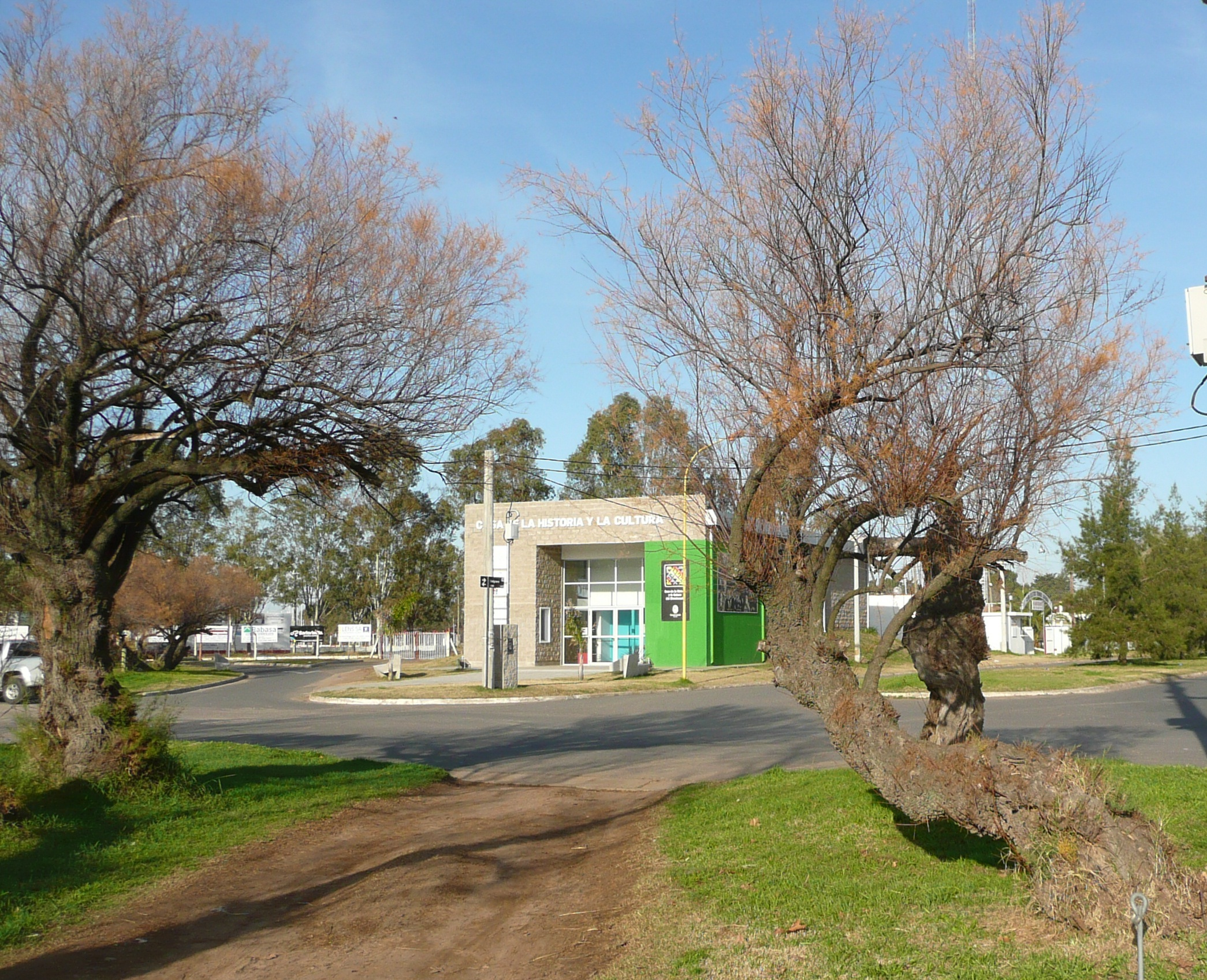
Дом истории и культуры.
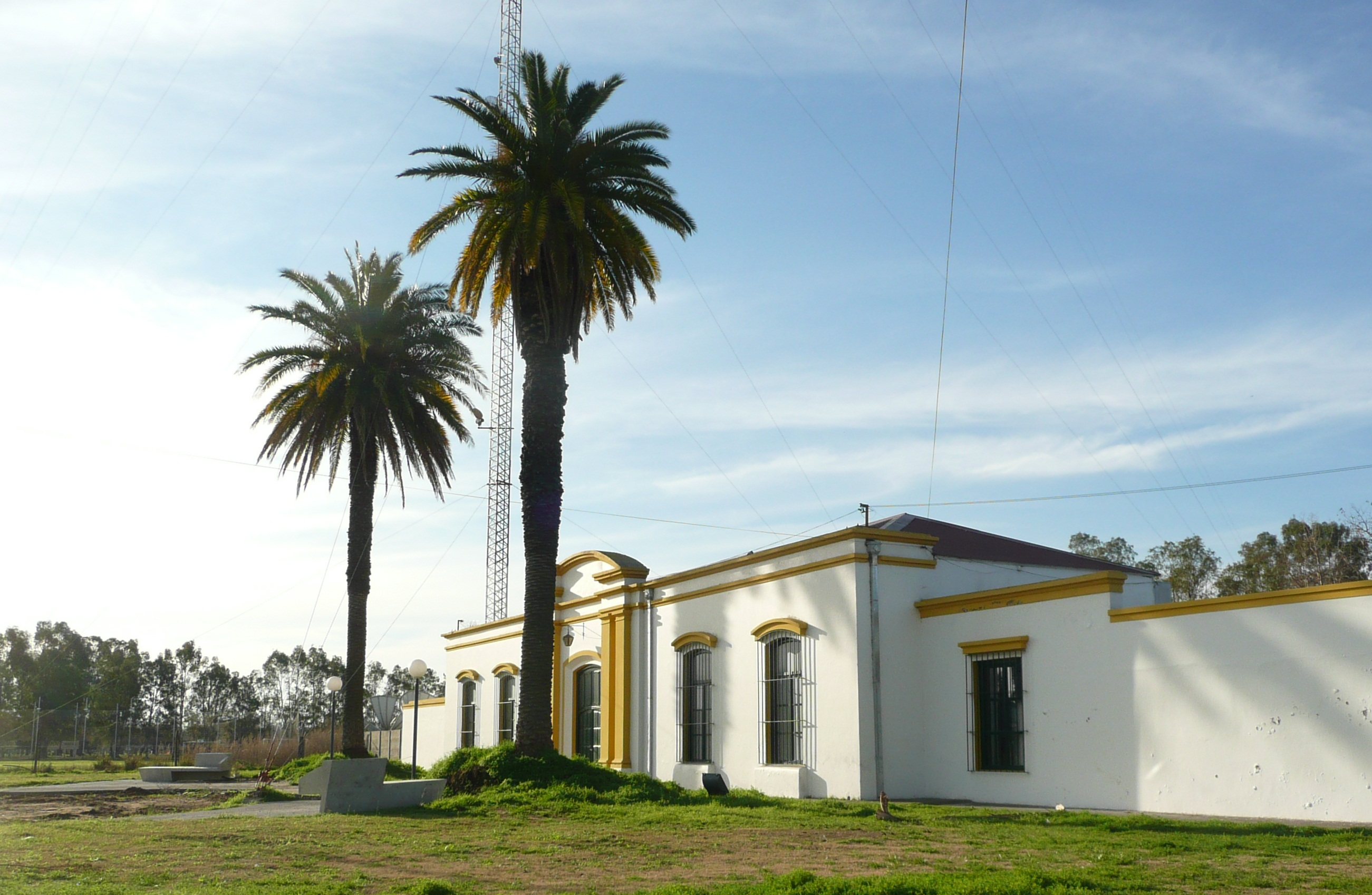
Здание и антенна 12 канала местного телецентра.
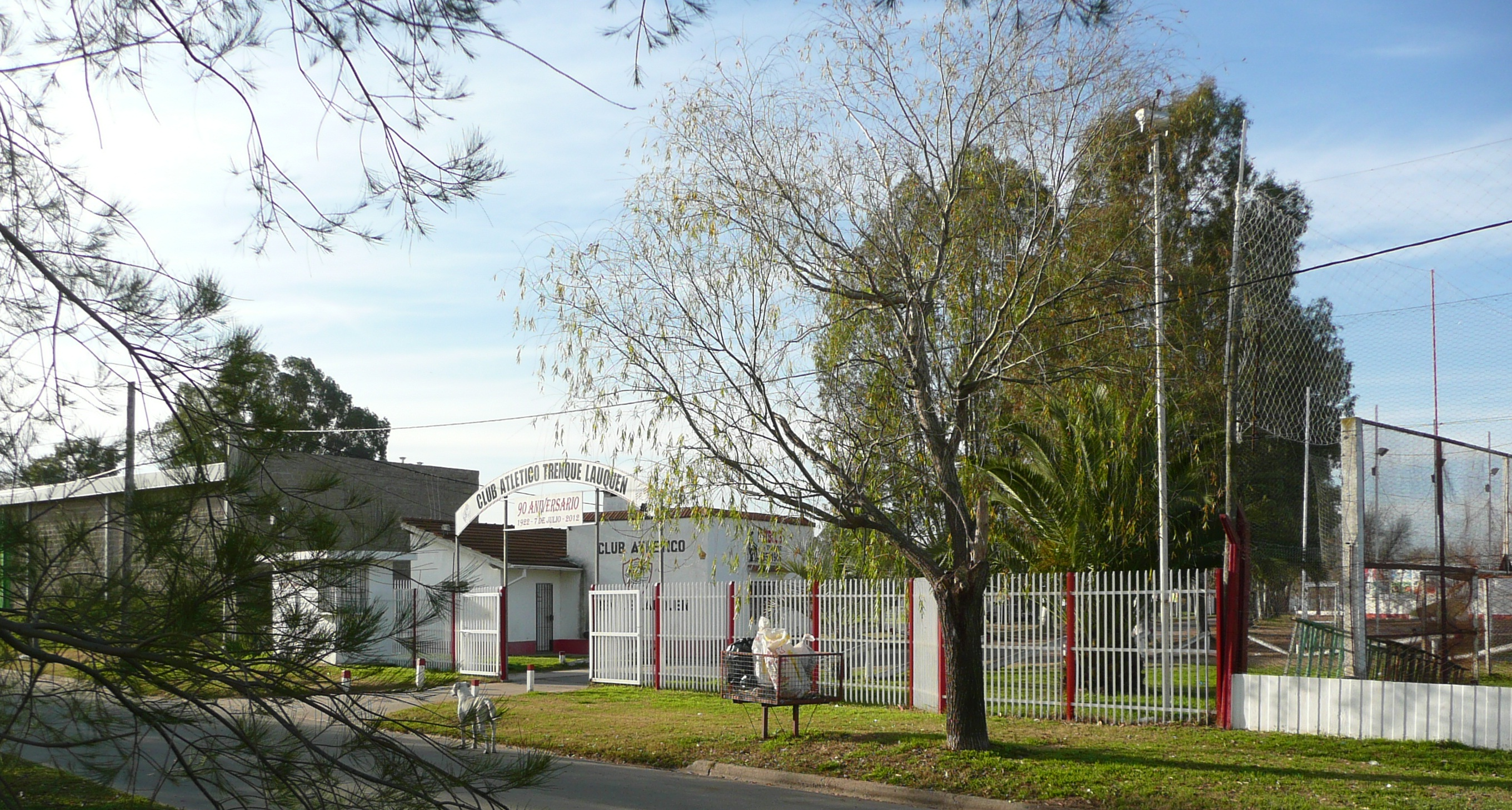
Атлетический клуб.